# Gianluigi Buffon
Gianluigi »Gigi« Buffon, italijanski nogometaš, * 28. januar 1978, Carrara, Italija.
Buffon igra na mestu vratarja, trenutno pa je član Parme. Nastopal je tudi za državno reprezentanco in velja za enega najboljših vratarjev na svetu. 
Svojo profesionalno kariero je pričel leta 1995 v Parmi za katero je igral do leta 2001. Takrat je Juventus zanj plačal 52 milijonov evrov, kar je še danes rekordna odškodnina za vratarje. V dresu Juventusa je osvojil štiri naslove italijanskega prvaka, dva superpokala. Leta 2003 je bil s strani UEFE razglašen za najboljšega vratarja, leta 2008 pa s strani Mednarodnega inštituta za nogometno zgodovino in statistiko tudi za najboljšega vratarja zadnjih dvajsetih let, odkar ta inštitut obstaja.
Z reprezentanco je nastopil že na številnih velikih tekmovanjih. Udeležil se je treh svetovnih prvenstev (1998, 2002 in 2006) (na tem je Italiji pomagal do naslova svetovnega prvaka in bil izbran za najboljšega vratarja turnirja), leta 2004 in 2008 je nastopil na evropskem prvenstvu, leta 1996 pa tudi na Olimpijskih igrah.